# El sí de las niñas
El sí de las niñas (en català El sí de les nenes), obra teatral de Leandro Fernández de Moratín, estrenada el 24 de gener de 1806 en Madrid, Espanya, i representada fins a la quaresma d'aquest mateix any.
Es tracta d'una comèdia en prosa dividida en tres actes que va arribar a ser prohibida per la Inquisició.

## Estrena i reaccions
Leandro Fernández de Moratín va escriure El sí de las niñas el 1801. Era la primera obra que escrivia després de La comedia nueva, ja que tant El barón com La mojigata, estrenades més tard que aquella, van ser escrites a la fi dels anys 80. Moratín va trigar diversos anys a estrenar-la. Va donar a l'escena les seves produccions anteriors, i només després es va decidir a publicar, el 1805, El sí de las niñas. Durant el mes de gener de 1806 assaja la comèdia amb la companyia del Teatre de la Cruz. El dia 24 de gener de 1806 es produeix l'estrena. El sí de las niñas no va ser sols un sonor èxit de públic: va ser l'obra de major acceptació del seu temps i gairebé amb seguretat el major esdeveniment teatral de tot el segle. L'obra es va mantenir en representació durant vint-i-sis dies seguits i va atreure a més de 37.000 espectadors, xifra equivalent a la quarta part de la població adulta de Madrid. A l'èxit en les taules es va sumar l'editorial. A les quatre edicions de 1806 cal sumar la de 1805, que, pel que sembla, no va ser l'única d'aquell any.
L'èxit sense precedents de El sí de las niñas a suposar, paradoxalment, l'abandó de l'escena per part de l'autor. Els únics textos que Moratín donaria a l'escena serien dues adaptacions d'obres del francès Molière: L'escola dels marits i El metge a bastonades. El sí de les nenes, no obstant això, continuava aixecant odis i entusiasmes pel seu missatge clarament inspirat en la Il·lustració i en un anomenat al fet que l'autoritat actuï conforme als dictats racionalistes. El 1815, amb la restauració del rei Ferran VII, la Inquisició espanyola va trobar motius suficients per a prohibir aquesta comèdia i La mojigata. La prohibició es va renovar el 1823, de manera que durant prop de vint anys els espanyols es van veure privats de veure en escena l'obra mestra de Moratín. Quan es va aixecar la prohibició i l'obra va poder tornar a estrenar-se, el 1838, ho va fer inclusivament amb talls deguys a la censura.

## Resum
Doña Francisca, noia de 16 anys quan comença l'obra (quan acaba té 17) educada en un convent, està promesa en matrimoni amb Don Diego, de 59 anys, per desig de la seva mare Doña Irene. La promesa, en realitat, està enamorada del soldat Don Carlos. Rita, criada de Francisca, els ajuda perquè puguin estar junts i Don Carlos anul·li el casament de Francisca i Don Diego, a qui la jove se sent obligada per obeir a la seva reverenda mare. Al final d'aquesta gran obra per la cerca de l'amor veritable tot es resol.

## Característiques
Les principals característiques d'aquesta obra són les mateixes que les postulades per al teatre de la Il·lustració: unitat perfecta de temps, puix que el temps de l'acció coincideix exactament amb el temps de la representació, i el temps no representat transcorre en els intervals. No menys importància té la unitat de lloc: tota l'acció succeeix a la sala de pas en una posada de Alcalá de Henares.
A El sí de las niñas, 
Moratín abandona definitivament el vers. La comèdia nova cristal·litza en una peça que aprofundeix en les troballes de l'anterior.
El caràcter de l'obra és didàctic com correspon al teatre del Neoclassicisme, planteja un problema quotidià i desprèn un ensenyament conforme als dictats de la raó, ja que la seva fi és criticar l'autoritat que exerceixen els pares sobre les seves filles respecte al matrimoni, obligant-les a prendre per marit al millor partit financer. Aquesta obra avança la igualtat de la dona en la societat, animant perquè, a rectificar els costums i tradicions del seu temps.
Els matrimonis per conveniència entre dones joves i homes madurs no eren del grat dels pensadors de la Il·lustració (als que s'adhereix Moratín) per dues importants raons:
- Una de tipus moral, ja que en ells faltava l'amor com a vincle que potencia la veritable cohesió de la parella.

- L'altra afectava el creixement demogràfic, perquè aquests matrimonis solien tenir poca o cap descendència a causa de la major edat del marit. Això es veu en l'obra quan Irene, que es va casar amb homes majors, diu que va tenir 22 fills i només una va viure.

Cal tenir molt en compte que Moratín mai va ser un revolucionari, sinó un reformista que pensava que una situació injusta havia de donar pas a una altra justa a través de canvis mesurats, i mai per actes de subversió contra l'autoritat. Per això els dos joves amants, don Carlos i doña Paquita sempre es mostren disposats a complir els desitjos dels seus majors; només don Diego, amb la seva autoritat, serà qui apliqui la solució més raonable al conflicte plantejat en rebutjar l'opció de casar-se amb doña Paquita (per la gran diferència d'edat amb la jove) i accepti en enllaç d'aquesta amb don Carlos (afavorint un matrimoni per amor en comptes d'un per interès). Casalduero diu que don Diego imposa a la vida la pauta de la raó. Per a H. Higashitani, el que Moratín va voler dir amb aquesta obra és que els que actuen per la recta raó dominant l'ebullició de la passió acaben aconseguint la felicitat.

## Antecedents
André Vézinet trobava similituds a El sí de las niñas amb l'obra en un acte de Molière, L'école des femmes, però José Francisco Gatti va descobrir la seva veritable font en L'école des mères (1732) de Marivaux, obra que a més ja havia refós Ramón de la Cruz al seu El viejo burlado o Lo que son criados (1770); Moratín coneixia l'original directament, però la seva obra continua sent del tot original; és més, ja havia escrit una altra obra de la mateixa temàtica, El viejo y la niña.

## Personatges
L'obra posseeix pocs personatges ja que l'acció ocorre en un mateix lloc i en molt poc temps, aquests són:
- 'Don Carlos' és el nebot de Don Diego. Contrasta el seu valor en la batalla i la seva timidesa davant el seu oncle Don Diego. És un jove apassionat i valent que es veu obligat a sotmetre el seu amor en deure filial. Paquita es refereix a ell com a Don Félix, ja que ell així es va presentar davant ella quan es van conèixer.
- Paquita o Donya Francisca no és capaç de demostrar sentiments per la seva educació i això la portarà a arriscar l'amor que sent per Don Carlos.
- Don Diego, de 59 anys i oncle de Don Carlos, és el personatge que desencadena l'acció perquè està compromès amb Doña Paquita, molt més jove que ell. Se’l pot considerar el veritable protagonista de l'obra i representant de la raó.
- Doña Irene, mare de Doña Paquita, representa un personatge que reflecteix l'autoritat dels pares de l'època sobre els seus fills, exigint a la seva filla que es casi amb l'adinerat Don Diego malgrat no conèixer-lo en persona.
- Rita és la criada de doña Francisca. Ajuda a dur a terme la relació entre don Carlos i Paquita.
- Simón és el criat de Don Diego.
- Calamocha és el criat de Don Carlos. Li "tira floretes" a Rita.

## Representacions
Estrenada el 24 de gener de 1806 al Teatre de la Cruz de Madrid, amb interpretació de Josefa Virge (Doña Francisca), Andrés Prieto (Don Diego) i María Ribera (Doña Irene)
En el segle xx, a nivell professional destaca la representació de 1948 dirigida per Cayetano Luca de Tena i interpretada per Aurora Bautista, Julia Delgado Caro, Pilar Sala, José Rivero i Enrique Guitart i la de 1969 amb direcció de Miguel Narros i interpretació de Guillermo Marín, Ana Belén, Luchy Soto i Mari Carmen Prendes. Totes dues al Teatro Español de Madrid

## Valors
Tots els personatges de l'obra formen un «ensemble» o conjunt harmònic, en què cap d'ells ressalta sobre els altres. Els caràcters d'aquesta comèdia posseeixen una dimensió universal. En aquest sentit, Casalduero diu que «els personatges de Moratín són mesures estrictament humanes, d'una humanitat que no s'individualitza, sinó que es generalitza». Però, donya Irene és qui de manera més visible encarna els defectes que Moratín es proposa criticar; és una dona ignorant, parladora, exagerada, egoista i això li porta a concertar el matrimoni de la seva filla sense pensar en cap moment en la felicitat d'aquesta. Per contra, don Diego i el seu nebot es regeixen per la bondat i la bona fe en les seves accions.